# Elatostema diversilimbum
Elatostema diversilimbum är en nässelväxtart som beskrevs av Elmer Drew Merrill. Elatostema diversilimbum ingår i släktet Elatostema och familjen nässelväxter. Inga underarter finns listade i Catalogue of Life.